# 郭圻
郭圻（1492年—？），字維望，號止庵，直隸河間府任丘縣人，民籍，明朝政治人物。

## 生平
順天府鄉試第八十名舉人。嘉靖八年（1529年）中式己丑科會試第一百三十名，登第三甲第二百零一名進士。九年十一月选授山东道试監察御史，十一年巡按陕西，十五年监视世宗寿宫。

## 家族
曾祖郭廷珪；祖父郭銘；父郭浩。前母王氏；母李氏。